# Kasmir
Kasmir, pseudonimo di Thomas Kirjonen (Espoo, 27 marzo 1985), è un cantante, musicista e produttore discografico finlandese.

## Biografia
Il singolo di debutto di Kasmir, Vadelmavene, è stato pubblicato nell'aprile del 2014 e ha raggiunto la prima posizione nella classifica ufficiale finlandese. Il suo album di debutto, AMK Dropout, è stato prodotto da Hank Solo e Jonas W. Karlsson ed è stato pubblicato il 19 settembre 2014. L'album è stato il primo ad essere certificato come disco d'oro basandosi sugli scaricamenti e lo streaming
Prima del lancio della sua carriera da solista, Kasmir era il cantante della band rock finlandese Collarbone. La band è stata formata nel 2000 e ha pubblicato due album di studio, The Back of Beyond nel 2007 e Pretty Dirty nel 2010.
Kasmir è anche produttore musicale per l'etichetta discografica Elements Music.
Il 16 febbraio 2018 è uscito il secondo album da studio, Valmis, contenente alcuni dei singoli usciti dopo la pubblicazione dell'album di debutto.

## Discografia
- 2014 - AMK Dropout
- 2018 - Valmis